# Мухін Володимир Євграфович
Володимир Євграфович Мухін (1916–1996) — радянський поет, письменник, гірничий інженер, гірничорятувальник. Нагороджений орденом «Знак Пошани», медалями. 

## Біографія
Народився 28 липня 1916 року в д. Мілєєво Калузької губернії в сім'ї селянина. 
У 1933 році приїхав до Москви. Працював на будівництві першої черги московського метро прохідником, бетонщиком, арматурників. При редакції газети «Ударник метробуду» пройшов школу поетичної навчання. Перший вірш надрукував у збірнику «Вірші про метро». 
У 1935 році вступив до Московського гірничого інституту. Після закінчення інституту в 1940 працює на руднику «Кизил-Кія» у Киргизії помічником начальника дільниці. 
У 1942 році направлений в гірничорятувальні частини. Служив командиром ВГРЗ в Середній Азії, після звільнення Донбасу брав участь у відновленні шахт. У 1950 році призначений головним інженером, а потім — начальником гірничорятувальних частин Сталінської області. До того часу він вже автор 5 поетичних збірок, регулярно друкується в газетах і журналах. Працював у ВГРЧ до 1975 року. 
Обирався депутатом Донецької міськради, був членом редколегії журналу «Донбас», членом Правління Донецької письменницької організації. 
Помер 6 липня 1996 року.

## Твори
Збірки поезій: 
- «Вірші» (1952)
- «Заповітне бажання» (1954)
- «Був такий випадок» (1956)
- «Золоте море» (1959)
- «Друзям-шахтарям» (1960)
- «Високе звання» (1961)
- «Шкідливі копалини» (1963)
- «Земні зірки» (1966)
- «Куртка шахтаря» (1969)
- «Не перестану дивуватися» (1974)
- «Під землею і під сонцем» (1976)
- «Не відаючи спокою»(1984);

Проза: 
- Документальна повість «Піднаглядний Черніцин» (1960)
- Романи «Раптовий викид» (1979), «Ні життя самої» (1986)
- Повість «Нижче рівня моря» (1984).

## Екранізація
За романом «Раптовий викид» знято однойменний художній фільм у 1983 році (реж. Борис Івченко).

## Цитати
"Я б не был, может быть, поэтом,

Когда б шахтером не был я!", — В. Мухін «Мои герои»